# Listă de fluvii din Oceania

## Lista fluviilor dinOceania

### Fluvii dinFiji
Rewa - Sigatoka - Ba - Navua

### Fluvii dinIndonezia
Bian - Digul - Eilanden - Jeneberang - Kumbe - Mamberamo - Maro - Merauke

### Fluvii dinNoua Zeelandă
Waikato - Whanganui - Waitaki - Mataura

### Fluvii dinPapua-Noua Guinee
Fly - Sepik - Purari - Kikori - Ramu

### Fluvii dinVanuatu
Le Jourdain - Sarakana - Wamb